# 中国的一日
『中国的一日』（ちゅうごくてきいちにち）とは、中国のリアリズム作家で魯迅の後継者といわれた茅盾（ぼうじゅん、(中)茅盾、〔ピンイン〕Mao Dun、1896年～1981年、本名：沈徳鴻）が、1936年（民国25年）に編集・刊行した総合文集。

## 概要
マキシム・ゴーリキーが編集したソ連刊行の『世界の一日』にヒントを得て企画された。1936年5月21日に関する490編あまりのさまざまな文章を収めている。文章は公募され、集まった3000編以上の中から編者が選んだ。中国における「報告文学」の傑作と呼ばれる。生き生きとしたプロットと細部描写で知られる。上海の生活書店から刊行された。

## 日本語版
- 茅盾(主編)、中島長文(編訳)『中国の一日―1936年5月21日』平凡社、1984.5